# Tatra 90

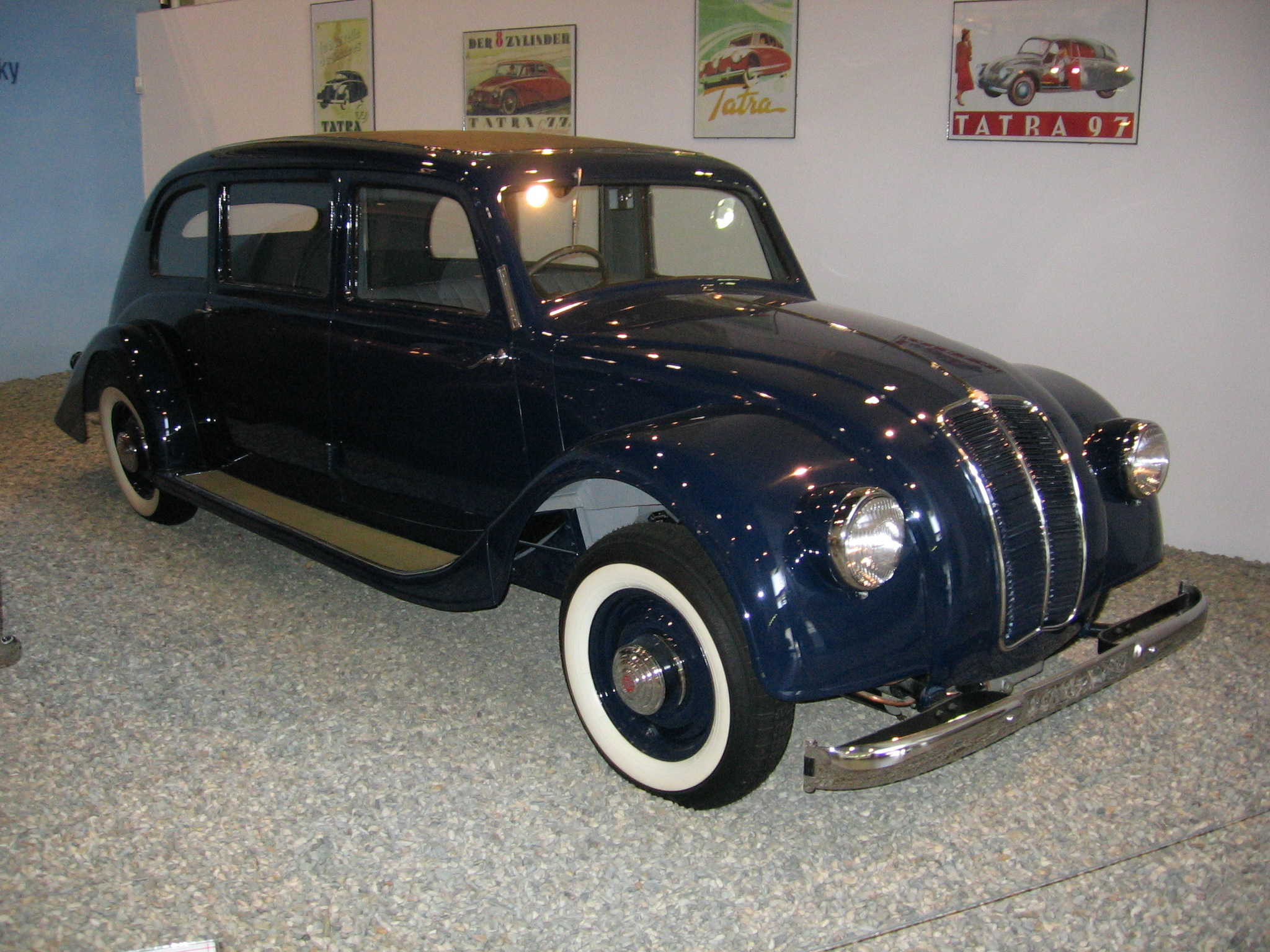
Automobil Tatra 90 v kopřivnickém muzeu

Tatra 90 byl prototyp osobního automobilu střední třídy, který vyrobila firma Tatra v Kopřivnici v roce 1935. Představen byl na autosalonu v Paříži. Celkem byly vyrobeny dva kusy tohoto vozu, jeden z nich je po renovaci umístěn v podnikovém muzeu firmy.
Vozidlo mělo vzduchem chlazený čtyřválcový OHC plochý motor boxer z nákladního automobilu Tatra 82 o objemu 2490 cm³ a výkonu 55 koní (40 kW). Vpředu uložený motor poháněl přes jednolamelovou suchou třecí spojku a čtyřstupňovou převodovku zadní kola. Třetí a čtvrtý rychlostní stupeň byl synchronizován. Maximální rychlost vozu byla více než 110 km/h. Podvozek byl tvořen centrální nosnou rourou (koncepce Tatra) s uvnitř uloženou spojovací hřídelí. K rouře byla vpředu přišroubována převodovka s motorem, vzadu skříň diferenciálu. Přední nápravu tvořily výkyvné polonápravy, odpružena byla příčným půleliptickým listovým perem. Zadní náprava sestávala z nezávislých výkyvných polonáprav, odpružena byla taktéž příčným půleliptickým listovým pérem.
Robustní karosérie limuzíny byla čtyřdveřová, šestimístná (s dvěma „nouzovými sedátky“ ve směru jízdy). Přední část vycházela z nákladního vozu T 82. Karosérie byla zaobleného proudnicového tvaru jako u dříve představeného typu T 77. Na rozdíl od něj - a podobně jako například u pozdějšího vozu VW Brouk však byly od karosérie opticky odděleny blatníky s integrovanými světlomety, blatníky plynule přecházely do stupaček, které měly gumové obložení.

## Technické údaje
- Motor: zážehový vzduchem chlazený plochý čtyřválec s rozvodem OHC
  - Objem: 2490 cm³
  - Výkon: 40 kW (55 koní) při 3200 ot/m
- Maximální rychlost: 110 km/h
- Převodovka: čtyřstupňová
- Rozměry:
  - Délka: 4970 mm
  - Šířka: 1800 mm
  - Rozchod vpředu: 1450 mm
  - Rozchod vzadu: 1450 mm
  - Rozvor: 3220 mm
  - Světlost: 220 mm
- Hmotnost: 1450 kg